# Lepadella pterygoida
Lepadella pterygoida är en hjuldjursart som först beskrevs av Dunlop 1897.  Lepadella pterygoida ingår i släktet Lepadella och familjen Lepadellidae. Inga underarter finns listade i Catalogue of Life.